# Ectephrina corearia
Ectephrina corearia là một loài bướm đêm trong họ Geometridae.